# هیلت (کالیفرنیا)
هیلت (به انگلیسی: Hilt) یک منطقهٔ مسکونی در ایالات متحده آمریکا است که در شهرستان سیسکیو، کالیفرنیا واقع شده‌است. هیلت ۱۱ نفر جمعیت دارد و ۸۸۶٫۰۶ متر بالاتر از سطح دریا واقع شده‌است.